# Parco di Monte Ciocci
Il Parco di Monte Ciocci è un parco cittadino di Roma, sito in zona Balduina nel quartiere Trionfale, ricompreso nella Riserva naturale di Monte Mario e adiacente al Parco regionale urbano del Pineto.

## Origini del nome
Il toponimo "Ciocci" sarebbe derivato con tutta probabilità dalla storpiatura del cognome di papa Giulio III, nato Giovanni Maria Ciocchi del Monte, proprietario della villa cinquecentesca dopo la morte del proprietario originario, ossia Blosio Palladio. Una versione alternativa lega il toponimo all'architetto di fiducia di papa Pio IX Francesco Ciocci, divenuto proprietario della villa nel XIX secolo.

## Storia
Nel corso del XVI secolo sul Monte Ciocci, parte dei cosiddetti Monti della Creta, fu realizzata una villa per il poeta e vescovo Blosio Palladio, attribuita all'architetto Baldassarre Peruzzi e detta "la Blosiana"; questa godeva di una vista privilegiata sulla costruenda cupola della basilica di San Pietro ed era dotata di un ampio giardino, che ricalcava la concezione della villa romana ed in particolare dei mondi descritti nel De agri cultura di Marco Porcio Catone e nel De re rustica di Lucio Giunio Moderato Columella. Gli ambienti della villa erano decorati con numerosi affreschi a tema mitologico (con rappresentazioni di divinità Romane) e naturalistico, realizzati probabilmente negli anni 1540. Alla morte di Palladio la villa passò allo Stato Pontificio ed in particolare a papa Giulio III, di cui Palladio era stato segretario domestico, e da allora l'area divenne nota rispettivamente come Casale e Monte Ciocci, storpiatura del cognome del pontefice; gli affreschi della villa influenzarono plausibilmente quelli realizzati a Villa Giulia.
Con la presa di Roma nel 1870 nell'area del Monte Ciocci fu approntata una cinta fortificata parte del Campo trincerato di Roma, che rese necessari numerosi espropri che tuttavia non toccarono villa Ciocci e la vicina villa Bini. La fortificazione, completata nel 1892, fu dismessa nel 1919 e in larga parte demolita o interrata; di questo sistema militare restano visibili due casematte.
La villa sarebbe stata devoluta sotto il pontificato di Pio IX all'architetto Francesco Ciocci e sebbene riuscì a sopravvivere alla forte speculazione edilizia e alla continua espansione delle cave di argilla della vicina Valle dell'Inferno fu messa in vendita nel 1910 dalla famiglia Ciocci. Nel 1947 sulle pendici del Monte Ciocci si installò la Scuola tecnica agraria statale, divenuta poi Istituto professionale per l'agricoltura e l'ambiente Federico Delpino e infine parte dell'Istituto di istruzione superiore statale Domizia Lucilla. L'area della villa si degradò rapidamente e nel corso del secondo dopoguerra divenne rifugio di fortuna per sfollati e indigenti, venendo scelta per questa ragione come ambientazione del film Brutti, sporchi e cattivi di Ettore Scola con Nino Manfredi. Negli anni 1980 il casale ed il perimetro residuale del giardino sono stati vincolati dalla Soprintendenza per i beni ambientali e architettonici del Lazio.
Nell'ambito dei lavori per il potenziamento della ferrovia Roma-Capranica-Viterbo e per la chiusura dell'anello ferroviario di Roma, che portarono alla costruzione della stazione di Valle Aurelia e alla realizzazione della galleria Monte Ciocci, il paesaggio della zona cambiò radicalmente. Nel corso del 2000 l'architetto Simone Ferretti, nell'ambito di un concorso bandito dall'ufficio USPEL del Comune di Roma per progetti partecipativi di riqualificazione ambientale, presentò un progetto per la realizzazione di un parco che risultò vincitore del concorso e fu acquisito dagli uffici del Comune di Roma che si occuparono di elaborare il progetto preliminare e il piano di utilizzazione, entrambi approvati nel 2007; nel 2009 inoltre il Comune e Rete Ferroviaria Italiana firmarono una convenzione per la realizzazione di un parco lineare tra Monte Ciocci e il complesso di Santa Maria della Pietà
Già nel 2006 fu aperto un'infopoint presso la fermata Valle Aurelia per dare informazioni sul progetto delle future opere, inaugurate nel 2013. La progettazione del Parco di Monte Ciocci è stata curata oltre che da Ferretti anche da Marco Antonini, Simone Quilici e dallo Studio Roberto Liorni.
Nel 2016 il parco è stato incluso nella Riserva naturale di Monte Mario. A partire dallo stesso anno la terrazza panoramica del parco è stata utilizzata a più riprese dalla Fondazione Piccolo America per la proiezione di film d'epoca nell'ambito dell'iniziativa Il Cinema in Piazza, tra cui proprio Brutti, sporchi e cattivi in occasione dei 40 anni dalla sua pubblicazione.
Il parco è stato vittima di alcuni incendi nel luglio 2012, nel febbraio 2019, nel luglio e nell'agosto 2020 ed è stato lambito anche dall'incendio del Parco del Pineto del luglio 2022.